# Vandœuvre-lès-Nancy
Vandœuvre-lès-Nancy ist eine französische Gemeinde im Département Meurthe-et-Moselle in der Region Grand Est (bis 2015 Lothringen). Mit 29.697 Einwohnern (Stand 1. Januar 2022) ist sie nach Nancy die zweitgrößte Stadt im Département. Die Einwohner werden Vandopériens genannt.

## Geografie
Vandœuvre-lès-Nancy grenzt unmittelbar südlich an das Stadtzentrum von Nancy, mit dem es baulich und verkehrstechnisch eng verflochten ist. Im Südwesten reicht die Gemeinde über das Gelände des Hippodroms bis zur Autobahn Autoroute A 33.

## Bevölkerungsentwicklung
| Jahr      | 1962   | 1968   | 1975   | 1982   | 1990   | 1999   | 2007   | 2019   |
| --------- | ------ | ------ | ------ | ------ | ------ | ------ | ------ | ------ |
| Einwohner | 11.559 | 19.686 | 33.909 | 33.682 | 34.105 | 32.031 | 31.196 | 29.942 |

## Wappen
Blasonierung: „In Grün ein goldener, aus dem Schildfuß aufsteigender Priorstab, begleitet von zwei silbernen gotischen Buchstaben, darüber zwei goldene Eicheln; das rote Schildhaupt belegt mit einem silbernen Alérion.“

## Bauwerke und Sehenswürdigkeiten
- Château du Charmois, vom Maler Joseph Gilles zwischen 1726 und 1728 erbautes schlossähnliches Gebäude
- Zum Wohnhaus umgebauter ehemaliger Wasserturm
- Pferderennbahn Hippodrome de Nancy-Brabois

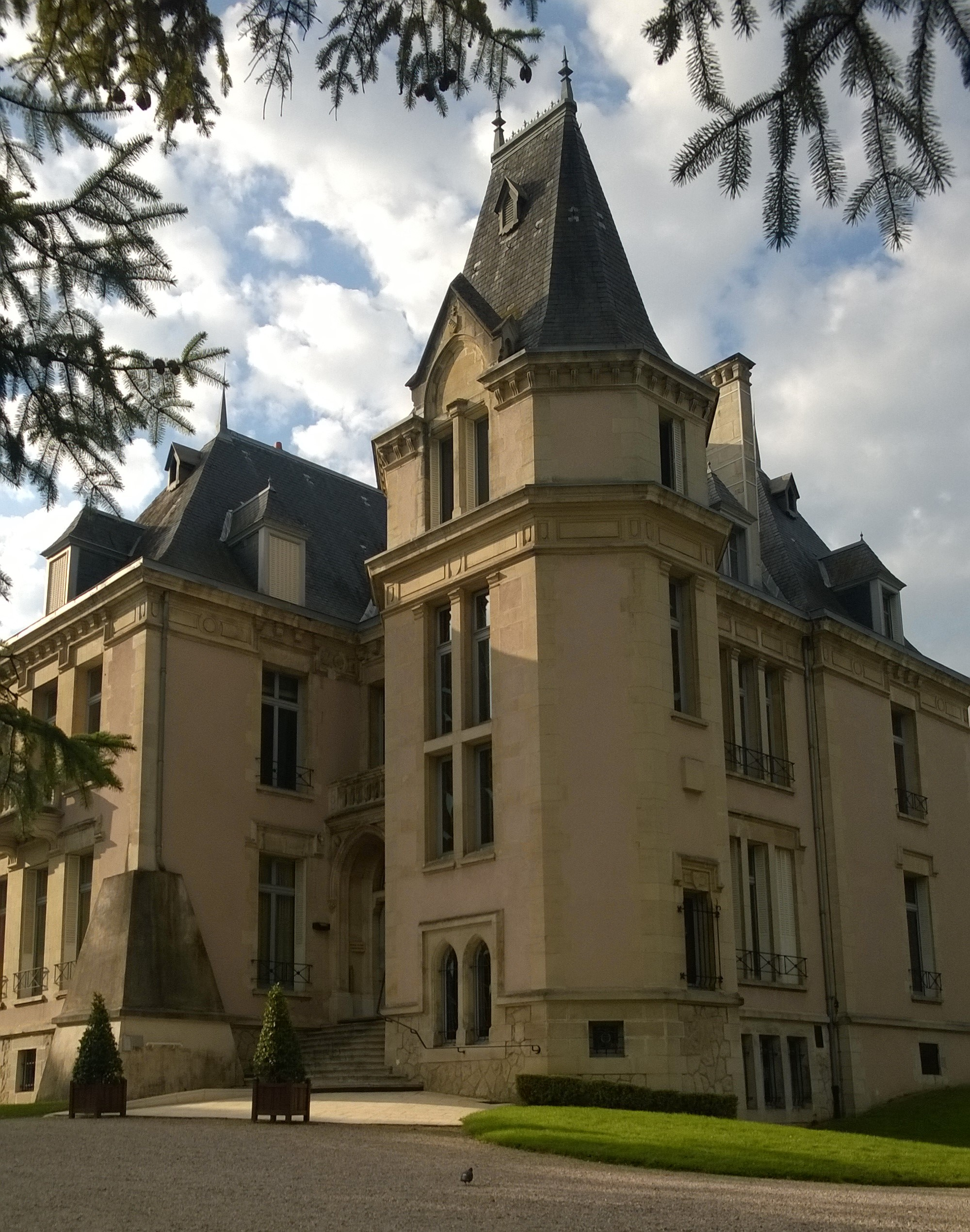
Château du Charmois
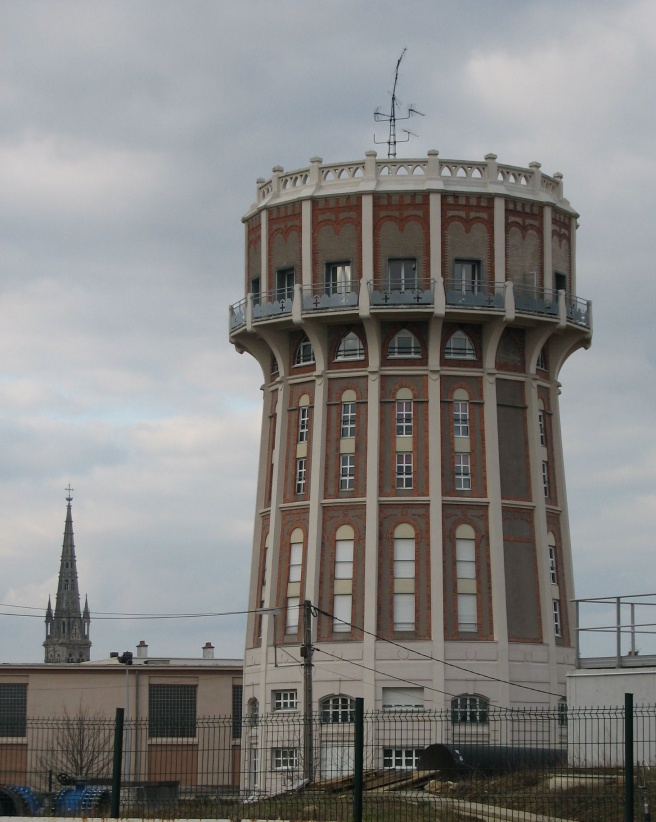
Als Wohnhaus genutzter Wasserturm
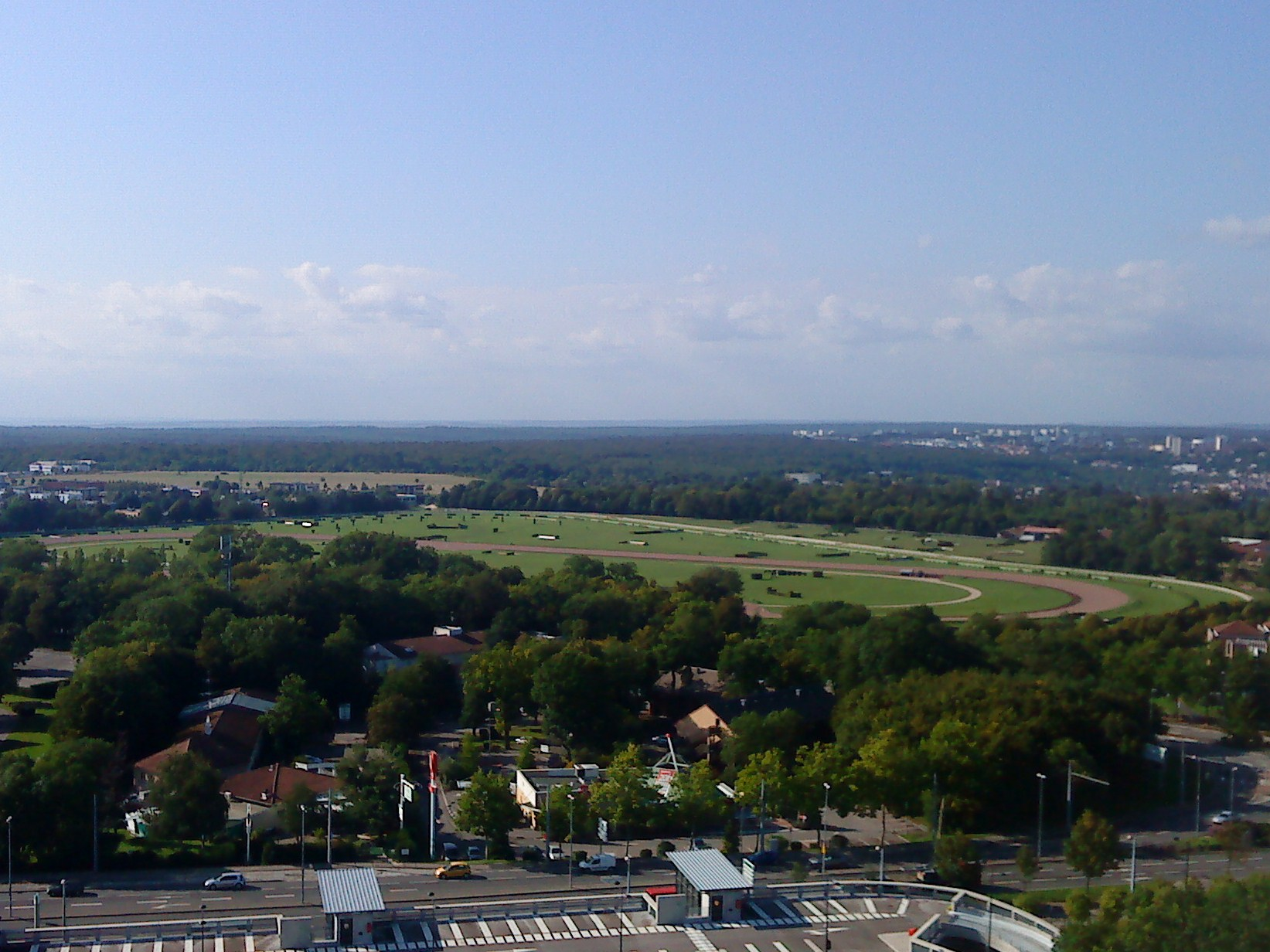
Hippodrome de Nancy-Brabois

## Wirtschaft und Infrastruktur

### Bildung
Mehrere bedeutende Bildungseinrichtungen der Communauté urbaine du Grand Nancy befinden sich in Vandœuvre-lès-Nancy:
- die Universität Nancy 1 (Henri Poincaré), die vor allem naturwissenschaftliche und medizinische Fakultäten umfasst
- mehrere Ingenieurshochschulen des Institut National Polytechnique de Lorraine wie etwa die École nationale supérieure d’électricité et de mécanique (ENSEM)
- das Laboratoire lorrain de recherche en informatique et ses applications (LORIA).

### Verkehrsanbindung
Die einzige Linie T1 des Oberleitungsbus Nancy, einem Tramway sur pneumatiques des Typs TVR, verkehrte von Nancy nach
Vandœuvre-lès-Nancy bis zur Universitätsklinik an der Endhaltestelle Vandœuvre CHU Brabois. Es handelte sich um einen Spurbus, der in seinen letzten Betriebsjahren in dieser Form weltweit einmalig war: Die Fahrzeuge stellten eine Mischung aus Oberleitungsbus und Straßenbahn dar. Sie liefen auf gasgefüllten Reifen und wurden abschnittsweise von einer mittig angeordneten Leitschiene geführt. Auf der Steilstrecke in Vandœuvre mit bis 13 Prozent Steigung liefen sie ohne Leitschiene als vom Fahrer gelenkte Oberleitungsbusse. Im Jahr 2023 wurde der Betrieb der spurgeführten Systeme aus technischen (Ersatzteile) und wirtschaftlichen Gründen eingestellt und die Schienen rückgebaut. Seitdem verkehren auf der Linie T1 normale Busse. 

TVR in Vandœuvre-lès-Nancy
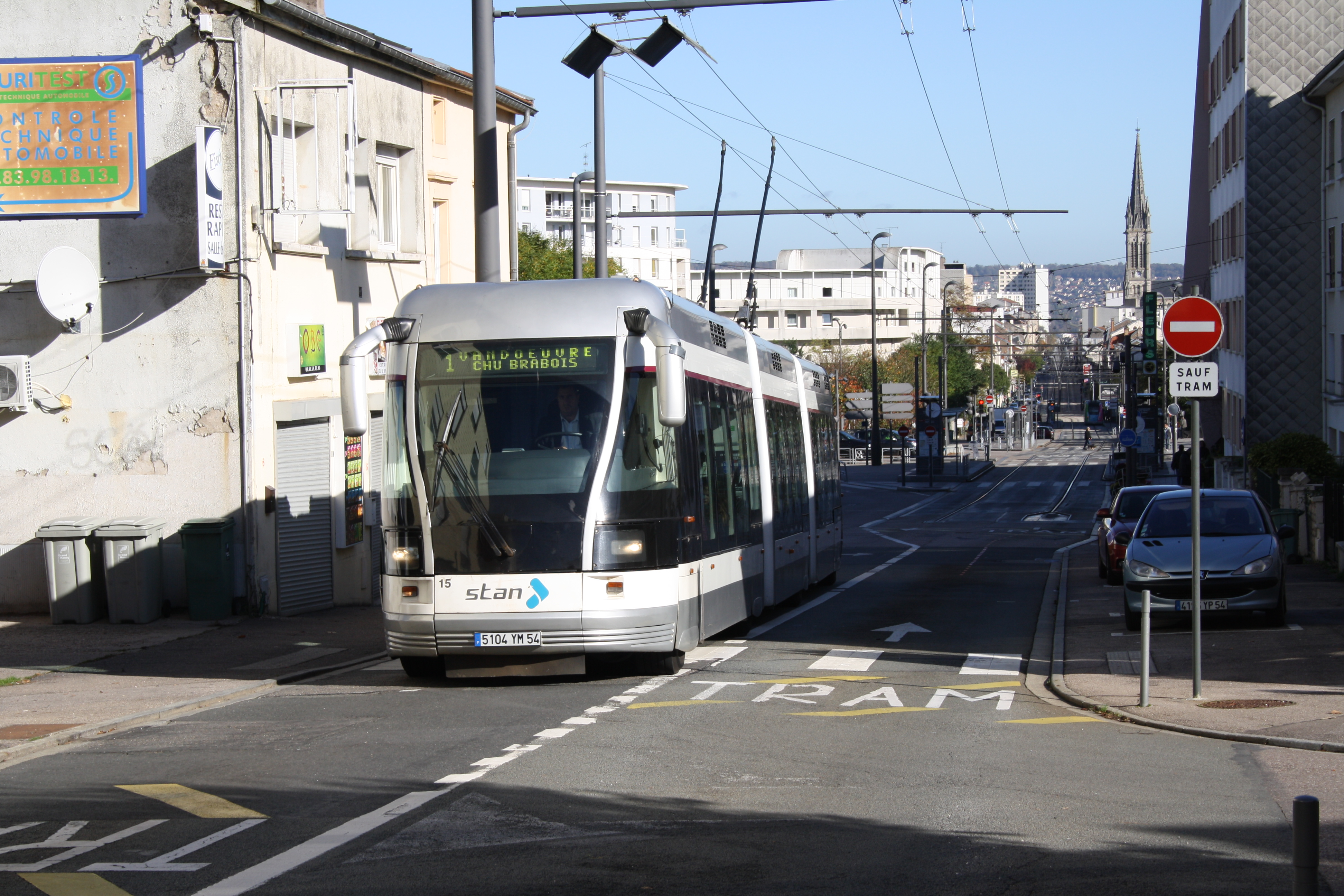
TVR im vom Fahrer geführten Betrieb am Fuß der Steilstrecke Avenue Jean Jaurès
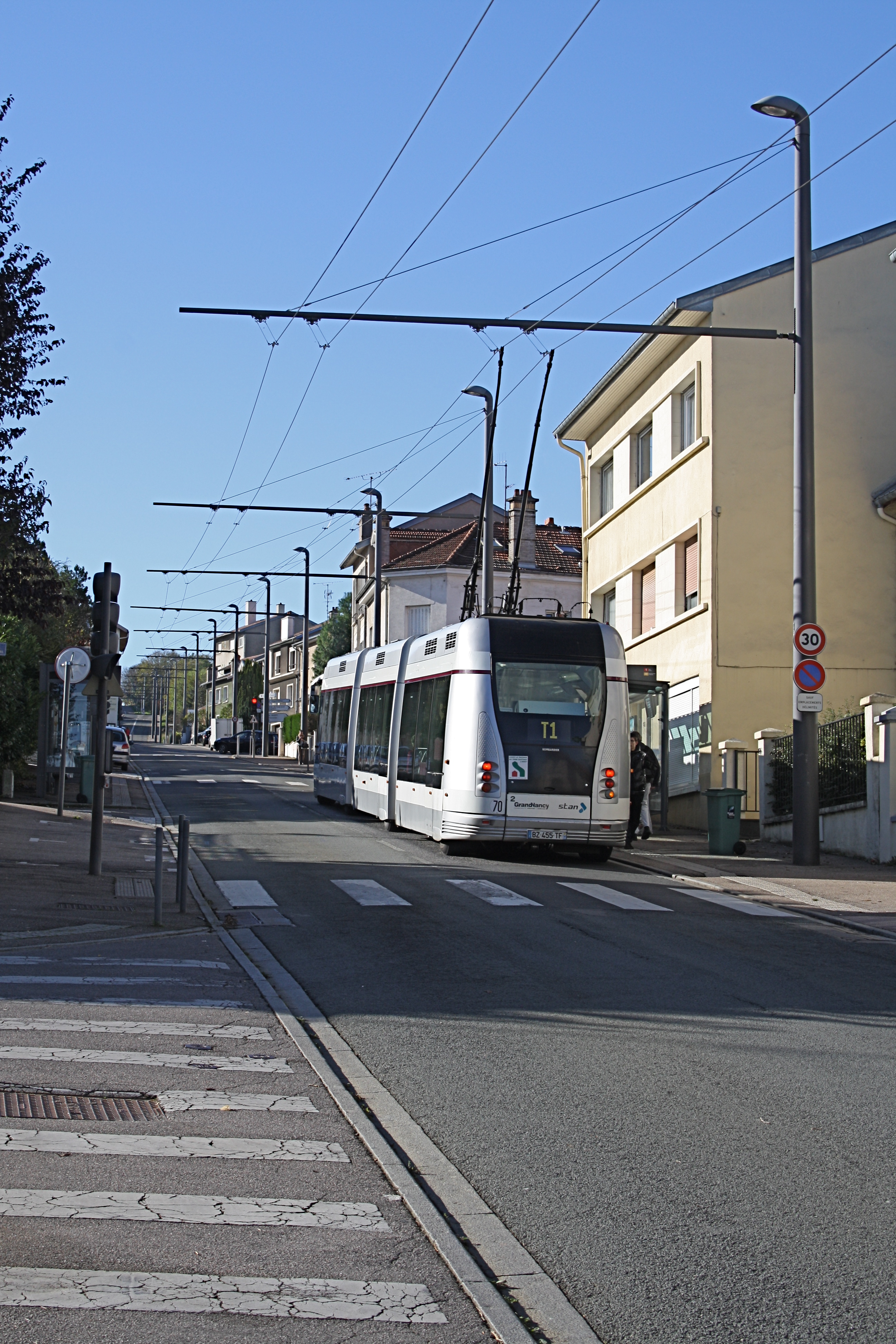
Heckansicht eines TVR auf der Steilstrecke
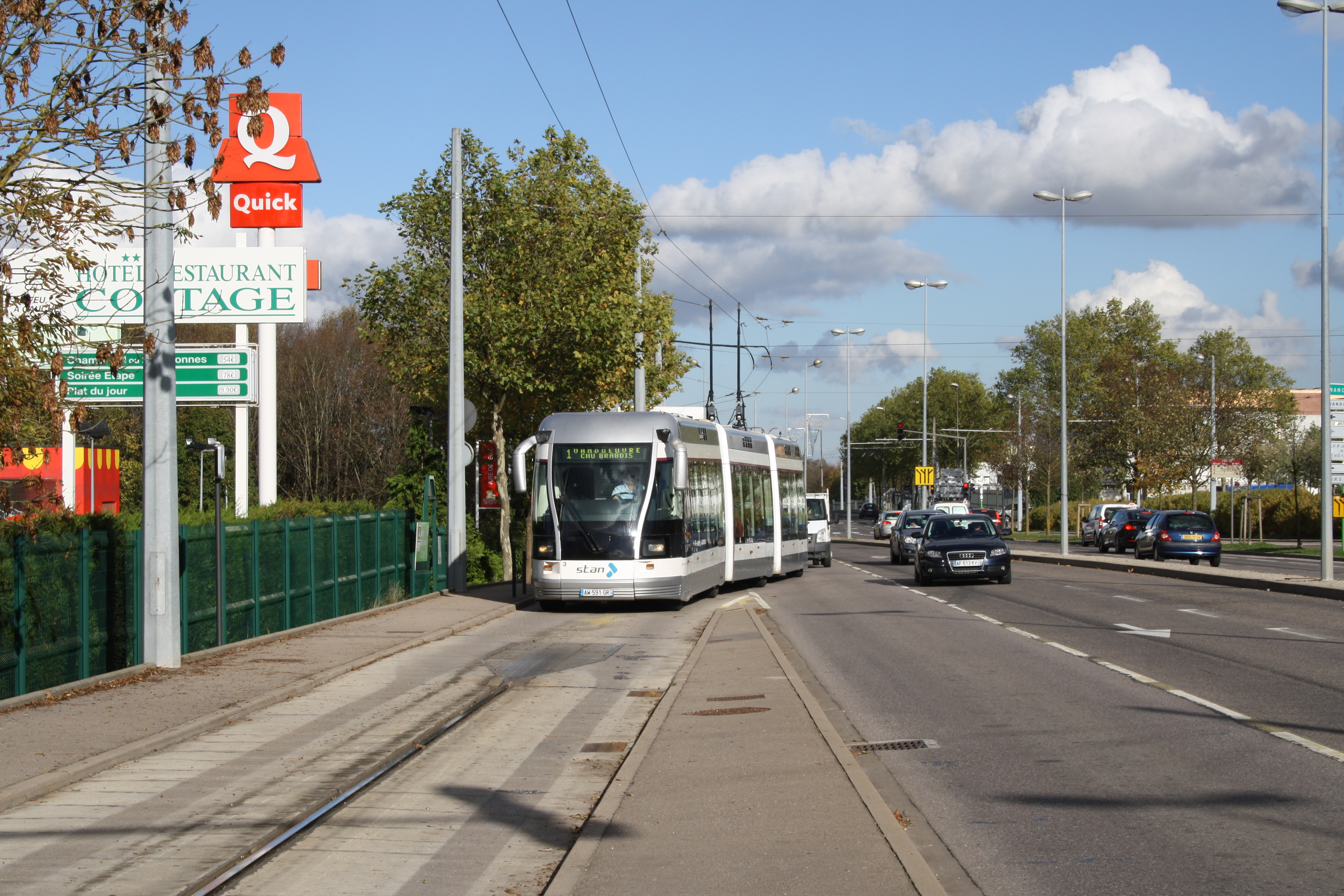
TVR an der Einfädelstelle in die Leitschiene am Beginn der Endschleife

## Städtepartnerschaften
- Lemgo in Nordrhein-Westfalen, Deutschland, seit 1978
- Grottaferrata in Italien, seit 1977
- Ponte de Lima in Portugal, seit 1989
- Gedling in England, seit 1996
- Poa (Burkina Faso), Jumelage-coopération seit 1978